# 马鞍山师范高等专科学校
马鞍山师范高等专科学校（英文：Maanshan Teacher's College），是一所位于中华人民共和国安徽省马鞍山市的普通高等专科院校。学校前身为1958年创建的马鞍山市师范学校，2004年5月经教育部批准升格为普通师范高等专科学校。

## 院系设置
学校设有6个教学系部，43个专业，其中省级特色专业11个。
- 教师教育系（基础部）
- 软件工程系
- 食品工程系
- 旅游与外语系
- 艺术设计系
- 经济与社会管理系（思想政治理论课教学部）